# Thomas Hammarberg
Thomas Hammarberg (Örnsköldsvik, 2 gennaio 1942) è un politico e attivista svedese, commissario per i diritti umani del Consiglio d'Europa dal 2006 al 2012.

## Biografia
Nato in Svezia nel 1942, ha lavorato per molti anni nel campo della tutela dei diritti umani in Europa e nel resto del mondo. È stato segretario generale di Amnesty International (1980-1986), poi, fino al 1992 di Save the Children Svezia. Dal 1994 al 2002 è stato ambasciatore della Svezia per gli affari umanitari, quindi (2002-2005) segretario generale del Centro internazionale "Olof Palme" di Stoccolma.
Dal 1º aprile 2006 al 31 marzo 2012 ha ricoperto l'incarico di commissario per i diritti umani del Consiglio d'Europa; è stato presentato per questo incarico dal governo svedese. È subentrato al precedente (e primo) commissario, Álvaro Gil-Robles.